# Você Não Me Ensinou a Te Esquecer
Você Não Me Ensinou a Te Esquecer é uma canção do cantor e compositor brasileiro Fernando Mendes, gravada e lançada em seu sexto disco inédito, de 1978, sendo a nona faixa do disco, a terceira do lado B. A canção foi composta por Fernando, José Wilson e Lucas, e contou com a regência do maestro Hugo Bellard. A faixa foi regravada por diversos artistas como Chrystian & Ralf, Caetano Veloso, Bruno e Marrone e a cantora de Axé Gilmelândia.

## Versão de Caetano Veloso
"Você não Me Ensinou a Te Esquecer" é uma canção regravada por Caetano Veloso, 25 anos depois da gravação original para a trilha sonora do filme brasileiro Lisbela e o Prisioneiro. Lançada em 20 de fevereiro de 2003, a versão produzida por João Falcão e André Moraes se tornou um dos grandes sucessos da carreira de Veloso, recebendo indicação para o Grammy Latino de Melhor Canção Brasileira.

### Desempenho nas tabelas
| Paradas (2003)          | Posição |
| ----------------------- | ------- |
| Brasil — Hot 100 Brasil | 13      |

### Prêmios e indicações
| Ano  | Prêmio        | Categoria                                 | Indicação                                              | Resultado |
| ---- | ------------- | ----------------------------------------- | ------------------------------------------------------ | --------- |
| 2004 | Grammy Latino | Grammy Latino de Melhor Canção Brasileira | "Você Não Me Ensinou a Te Esquecer" por Caetano Veloso | Indicado  |

## Versão de Gilmelândia
"Você não Me Ensinou a Te Esquecer" é uma canção da cantora de Axé Gilmelândia, lançada em 11 de outubro de 2003 como 1º  single de seu primeiro álbum ao vivo intitulado Gilmelândia ao Vivo. 

### Produção
A canção foi produzida por Yacoce Simões, músico oficial da banda que acompanha Gilmelândia nas apresentações, tendo como diferencial das outras versões de MPB, a sonoridade de Axé e reggae
.
| “ | Eu pirei quando ouvi Caetano cantar essa canção, comecei a chorar, fiquei apaixonada pela música. No dia seguinte, surgiu a ideia: porque não gravá-la como samba reggae? Pedi pro Yacoce Simões colocar uns metais para o arranjo ficar bem charmoso, para dar elegância à versão. Acho que funcionou | ” |

### Recepção da crítica
Érick Melo do portal Carnasite, especializado em axé music, classificou a canção como ótima, dando quatro das cinco estrelas possíveis na avaliação, fazendo ainda críticas positivas dizendo que a faixa "acerta na mosca" ao ser regravada fora da MPB convencional de onde surgiu, dizendo ainda que remete aos bons tempos da Banda Beijo

### Desempenho nas tabelas
| Paradas (2003)          | Posição |
| ----------------------- | ------- |
| Brasil — Hot 100 Brasil | 39      |

### Histórico de lançamento
| País   | Data                  | Formato                   | Gravadora       |
| ------ | --------------------- | ------------------------- | --------------- |
| Brasil | 11 de outubro de 2003 | download digital, Airplay | Universal Music |

## Outras versões
- A dupla sertaneja Chrystian & Ralf foi a primeira a regravar a canção no seu álbum de estúdio "Vol. 9", em 1992 [3]
- A dupla sertaneja Bruno & Marrone regravou a canção no seu 11º álbum de estúdio "Inevitável ", em Novembro de 2003, mesmo ano em que Caetano Veloso e Gilmelândia gravaram suas respectivas versões, nessa que é uma das versões mais conhecidas da música, principalmente no meio sertanejo.
- Ainda em 2003, a banda de forró Cavaleiros do Forró regravou a canção no seu terceiro álbum de estúdio, "4 Estilos".